# NGC 351
NGC 351 (również PGC 3693 lub UGC 639) – galaktyka spiralna z poprzeczką (SB0-a), znajdująca się w gwiazdozbiorze Wieloryba. Odkrył ją Lewis A. Swift 10 listopada 1885 roku.